# همسلینگن
همسلینگن (به آلمانی: Hemslingen) یک شهر در آلمان است که در Bothel واقع شده است. همسلینگن ۱٬۵۴۰ نفر جمعیت دارد.